# ميجيل أولافيدي
ميجيل أولافيدي (بالإسبانية: Miguel Olavide Montes)‏ (5 مارس 1996 ببنبلونة في إسبانيا - ) هو لاعب كرة قدم إسباني في مركز الوسط. لعب مع أوساسونا.

## وصلات خارجية
- ميجيل أولافيدي على موقع قاعدة بيانات كرة القدم.إي يو (الإنجليزية)
- ميجيل أولافيدي على موقع Soccerbase.com (لاعب) (الإنجليزية)
- ميجيل أولافيدي على موقع Soccerway.com (الإنجليزية)
- ميجيل أولافيدي على موقع AS.com (الإسبانية)